# اسماعیل‌آباد (خمام)
اسماعیل‌آباد، روستایی است از توابع بخش مرکزی شهرستان خمام در استان گیلان ایران.

## جمعیت
این روستا در دهستان کته‌سرخمام قرار دارد و براساس سرشماری مرکز آمار ایران در سال ۱۳۸۵، جمعیت آن ۵۷ نفر (۱۴ خانوار) بوده‌است.